# Scaptius pygmaena
Scaptius pygmaena là một loài bướm đêm thuộc phân họ Arctiinae, họ Erebidae.